# Maruša Oblak
Maruša Oblak, slovenska igralka, *1966, Kranj.
Na Akademiji za gledališče, radio, film in televizijo je diplomirala leta 1988, leta 1999 pa tam končala tudi magistrski študij. Kot igralka je bila med letoma 1988 in 1990 zaposlena v Slovenskem mladinskem gledališču, nato pa je med letoma 1990 in 1993 kot igralka delovala v tujini. Od leta 1993 je znova zaposlena v SMG.

## Nagrade
- 2005 – Severjeva nagrada (2005)  za vlogo Katarine Medičejske v Kraljici Margot
- 2002 – nagrada Združenja dramskih umetnikov Slovenije za predstavi »Peter Pan« in »Tri sestre«
- 2001 – nagrada Zlata pika na Pikinem festivalu v Velenju za predstavo »Mary Poppins«

## Filmografija
⦁ Halgato (1994, celovečerni igrani film, vloga: točajka Frida).